# Carl Ludvig Werner
Carl Ludvig Werner,  född den 8 juni 1894 i Ekeby församling, Malmöhus län, död den 24 juli 1946 i Malmö, var en svensk jurist.
Werner avlade juris kandidatexamen vid Lunds universitet 1918. Han blev tillförordnad fiskal i Hovrätten över Skåne och Blekinge 1923, extra ordinarie assessor där 1924, ordinarie assessor 1926, tillförordnad revisionssekreterare 1930, hovrättsråd i Hovrätten över Skåne och Blekinge 1932 och divisionsordförande där 1938. Werner blev riddare av Nordstjärneorden 1935 och kommendör av andra klassen av samma orden 1944. Han vilar på Västra Skrävlinge kyrkogård.